# الجمعية الوطنية لهواة جمع الطوابع
الجمعية الوطنية لهواة جمع الطوابع هي إحدى جمعيتين وطنيتين لهواة جمع الطوابع في بريطانيا العظمى. الجمعية الأخرى هي الجمعية الملكية لهواة جمع الطوابع في لندن.

## التاريخ

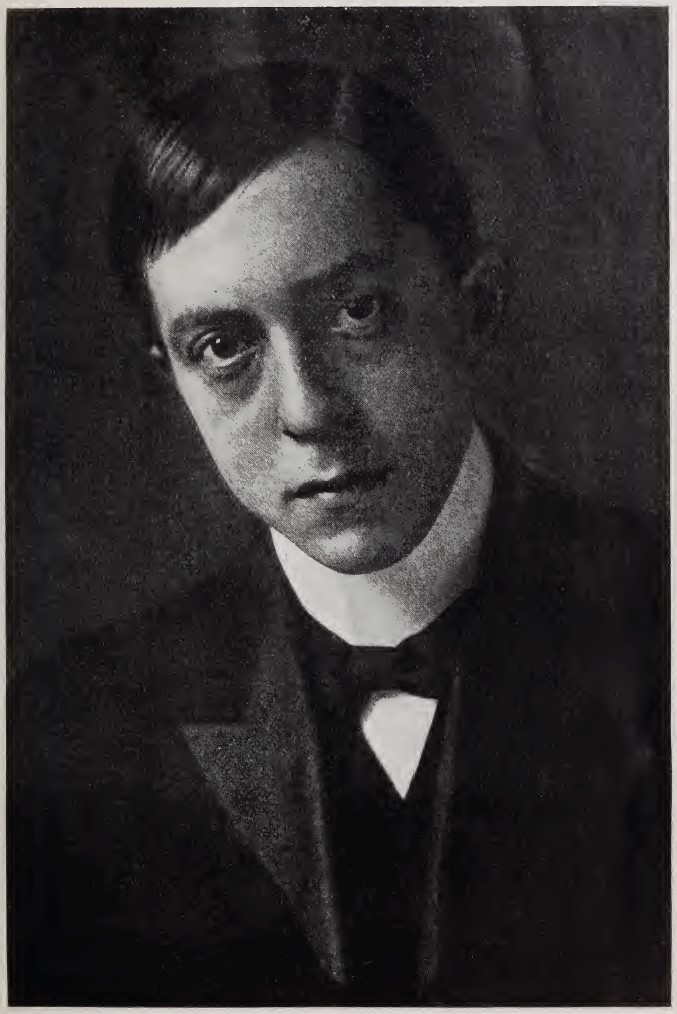
فريدريك ميلفيل في مجلة سجل الطوابع سنة 1908

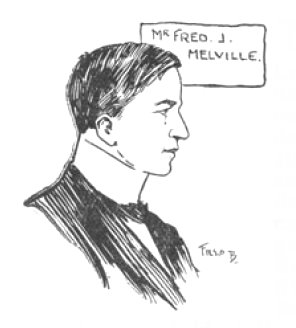
فريد ميلفيل، كما هو موضح في مجلة غيبونز ستامب الأسبوعية، فبراير 1905، في وقت المعرض البريدي الصغير.

تأسست الجمعية الوطنية، كما تُعرف، عام 1899 على يد فريد ميلفيل، ويُعتقد أن أول اجتماع لها عُقد في متجر في كلافام، جنوب لندن. قدّم ميلفيل طلبًا للانضمام إلى جمعية هواة جمع الطوابع في لندن، المعروفة الآن باسم الجمعية الملكية لهواة جمع الطوابع في لندن، لكن طلبه رُفض لصغر سنه. دفعهُ هذا الرفض إلى تأسيس جمعية هواة جمع الطوابع للناشئين (المعروفة الآن باسم الجمعية الوطنية لهواة جمع الطوابع) في العام نفسه.
حققت الجمعية نجاحًا باهرًا، مستفيدةً من الطلب المتزايد على جمعية هواة جمع الطوابع الجديدة والتي يمكن لأي شخص الانضمام إليها، وسرعان ما اضطرت الجمعية الجديدة نتيجة زيادة عدد الأعضاء إلى البحث عن مكان اجتماع أكبر. في عام 1906، أسس ميلفيل فرعًا للجمعية في مانشستر. كما تم تأسيس فروع في برايتون وليفربول.
يعود نجاح J.P.S. في سنواتها الأولى إلى الشراكة بين فريد ميلفيل كداعية وكاتب، وهربرت "جوني" جونسون كرجل أعمال ومنظم.

## الأهداف
ينص دستور الجمعية (1997) على ما يلي:
أهداف الجمعية هي:
- تعزيز وتشجيع والمساهمة في تطوير ممارسة هواية جمع الطوابع بجميع فروعها.
- تشجيع وإعداد ونشر الكتب والفهارس والأدلة والمجلات والأبحاث المتعلقة بها.
- توفير التسهيلات اللازمة لممارسة هواية جمع الطوابع، ومساعدة وتشجيع هواة جمع الطوابع الشباب.
- تشجيع الكشف عن المواد المزيفة والمزورة ومنعها، والمساعدة في مقاضاة المخالفين.
- إنشاء مركز دائم لهواية جمع الطوابع والحفاظ عليه.

## الوضع الحالي للجمعية
لا تزال الجمعية قوية حتى اليوم، وتستمر في عقد اجتماعات منتظمة ونشر مجلتها Stamp Lover، كما فعلت منذ عام 1908. كما تمتلك الجمعية مكتبة طوابع بريدية واسعة النطاق.

## روابط خارجية
- موقع الجمعية
- صفحة البحث على شبكة الإنترنت لمكتبة NPS
- متحف وأرشيف البريد البريطاني
- طبعة شهر يونيو سنة 2010 من مجلة Stamp Lover.